# Adolf von der Decken

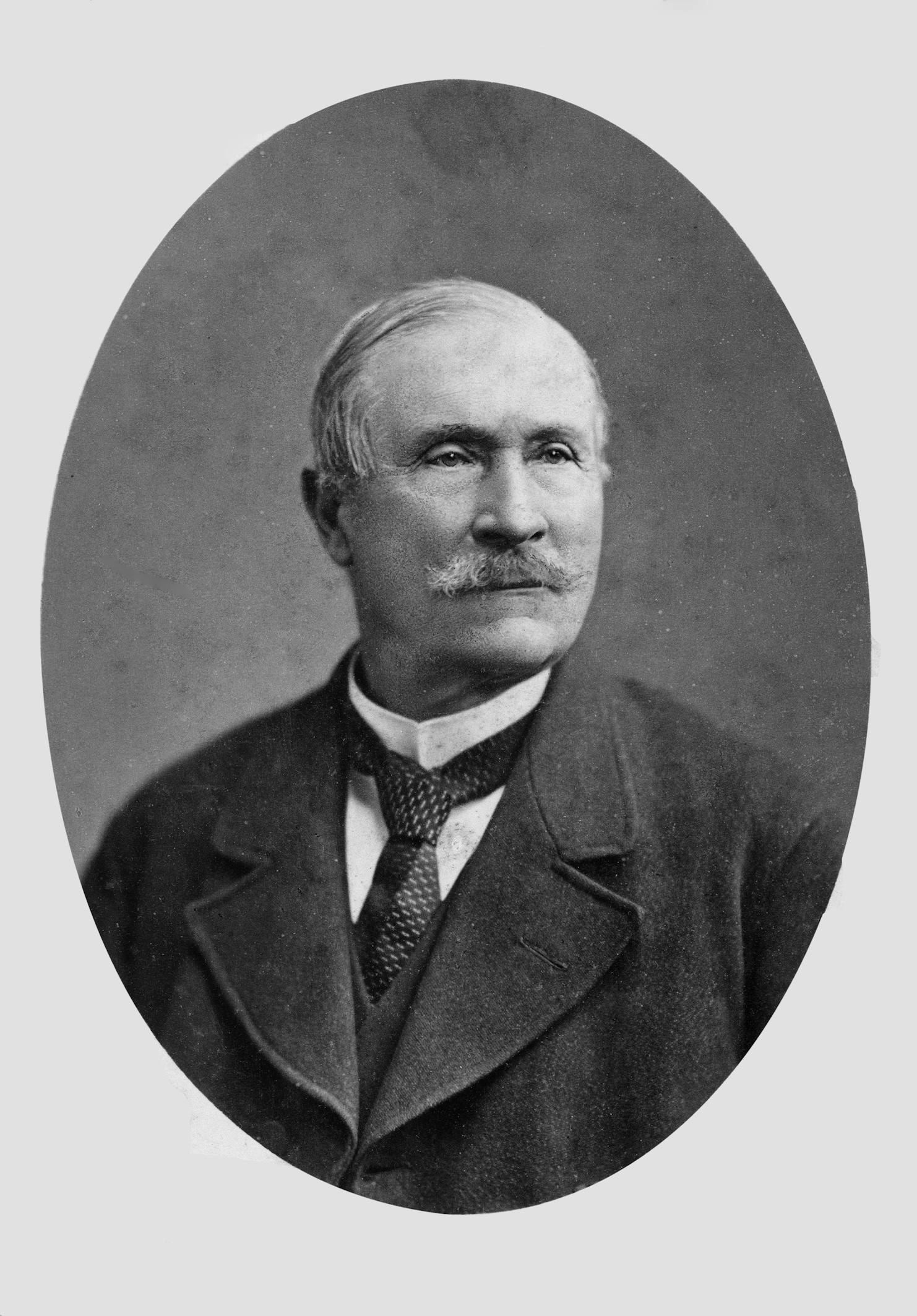
Adolphus von der Decken

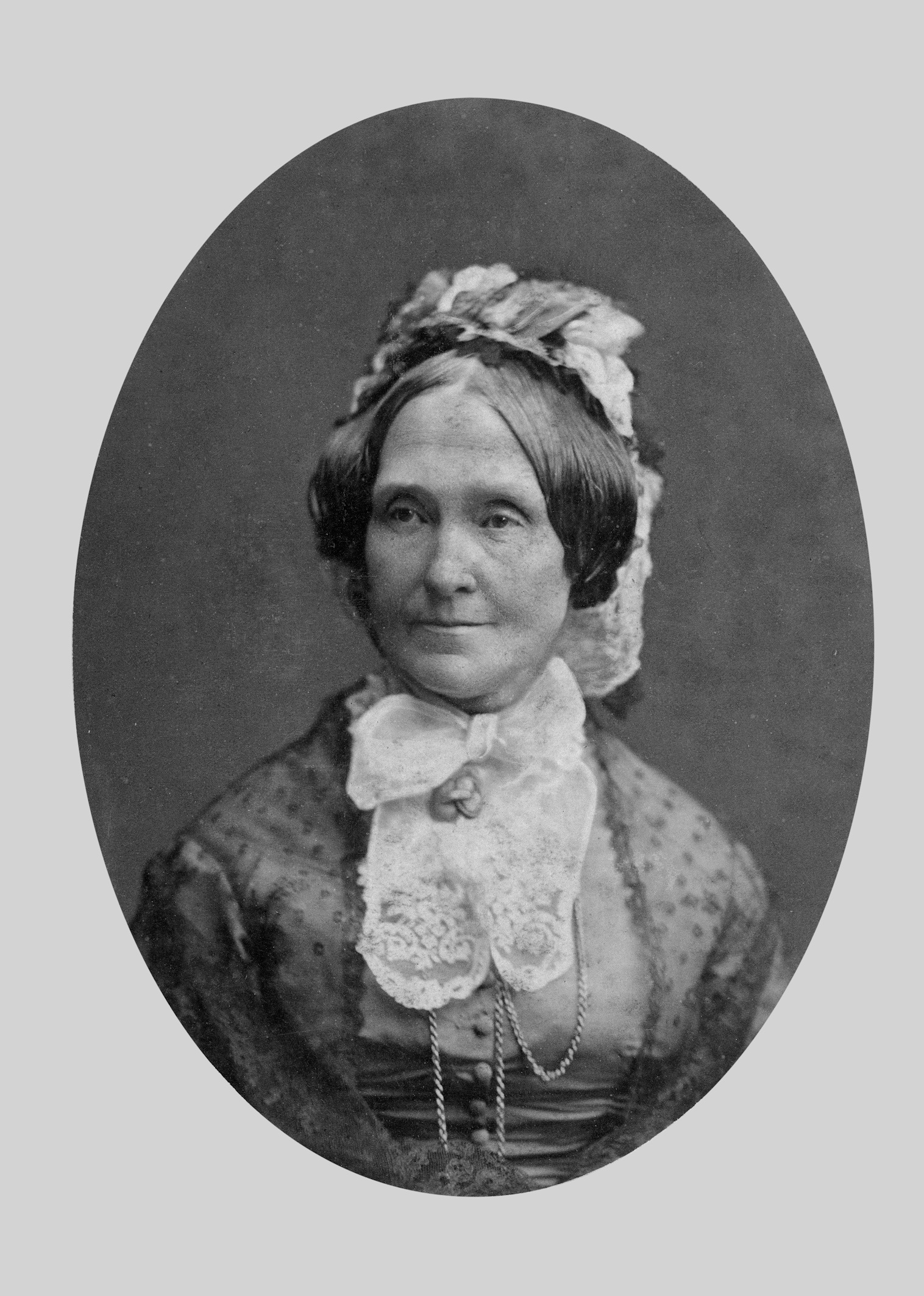
Louise von der Decken geb. von Wallmoden

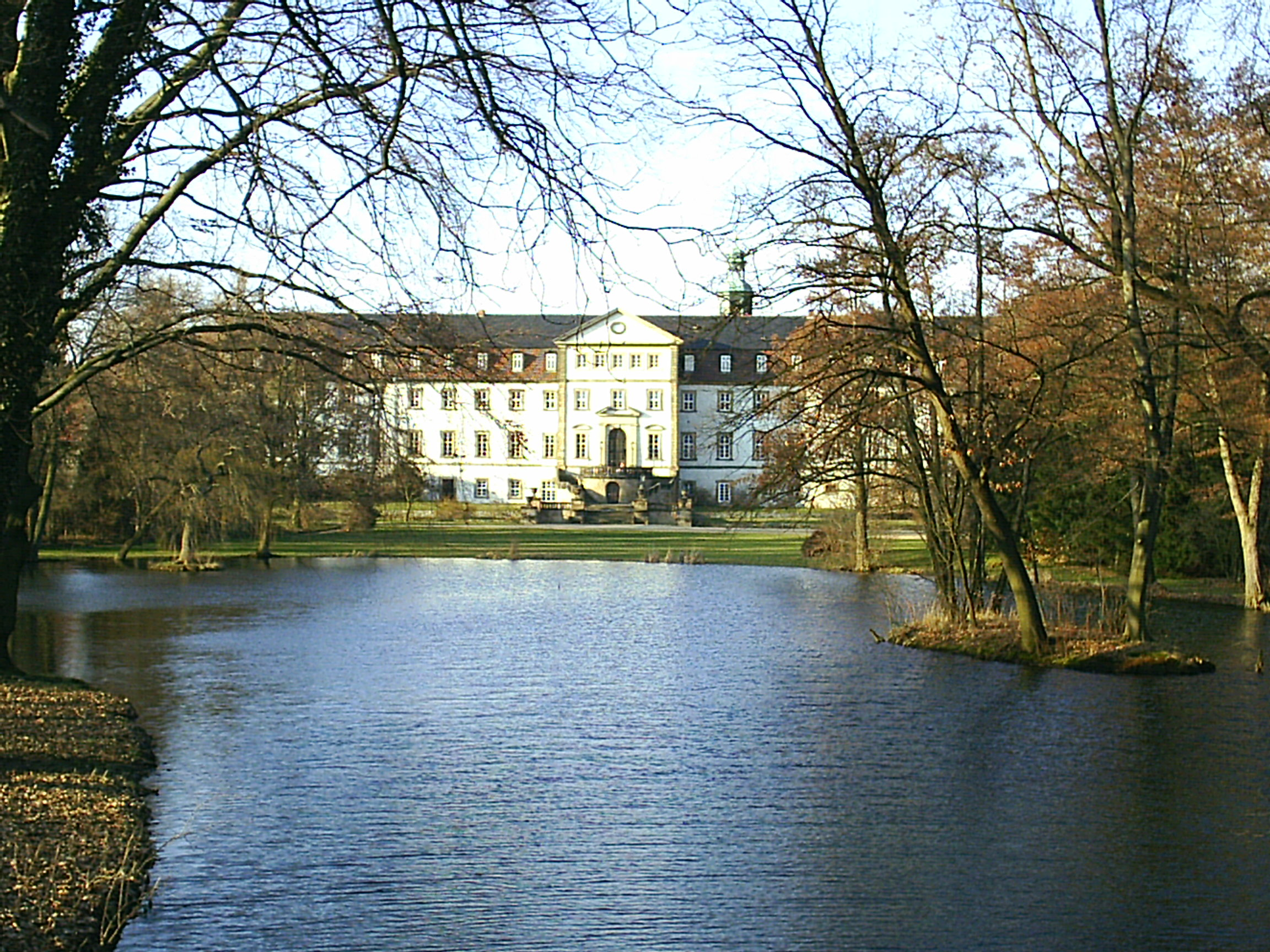
Schloss Ringelheim

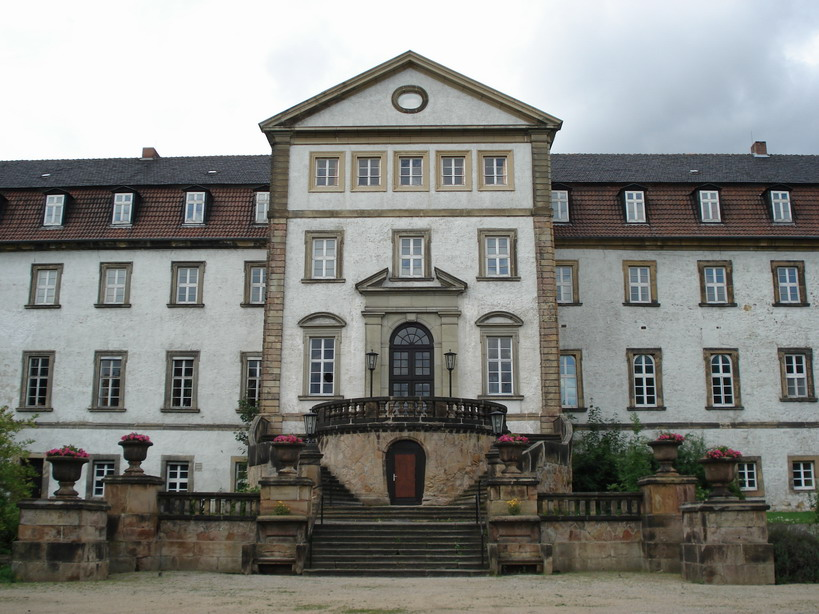
Schlossportal

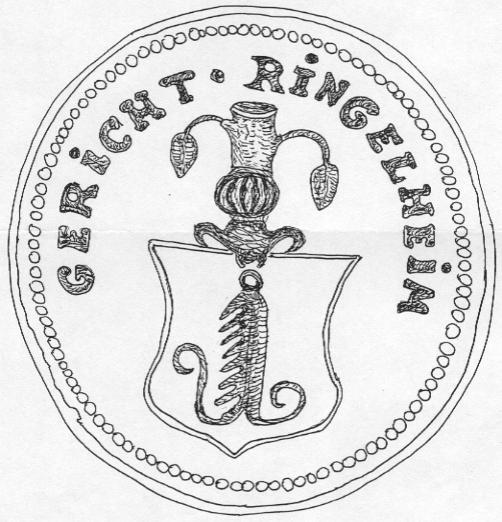
Zeichnung des Siegels des Patrimonialgerichts Ringelheim. Patrimonialgerichte waren die in Deutschland bis Mitte des 19. Jahrhunderts bestehenden Gerichte der adeligen Grundherren, die eine eigene vom Staat unabhängige Rechtspflege ausübten.

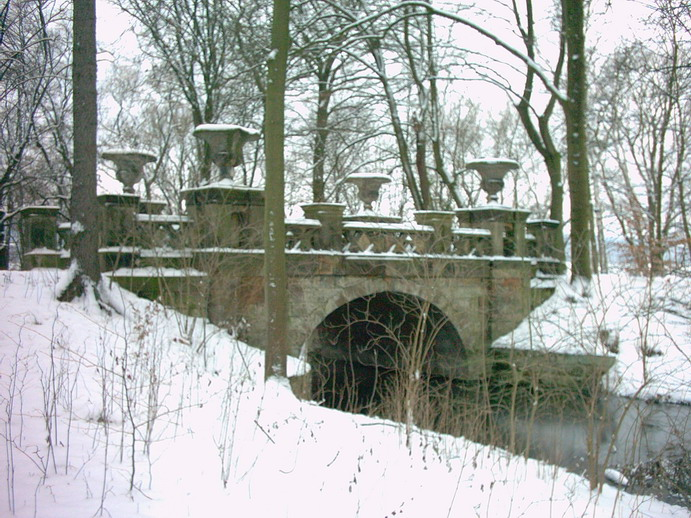
Parkbrücke

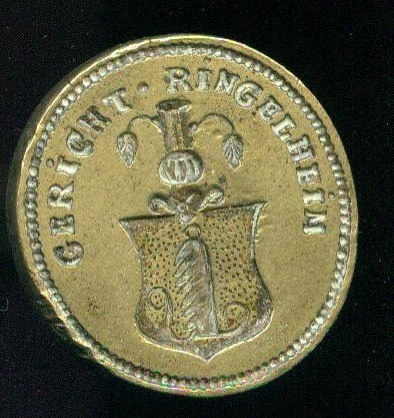
Scan des Siegels des Patrimonialgerichts Ringelheim.

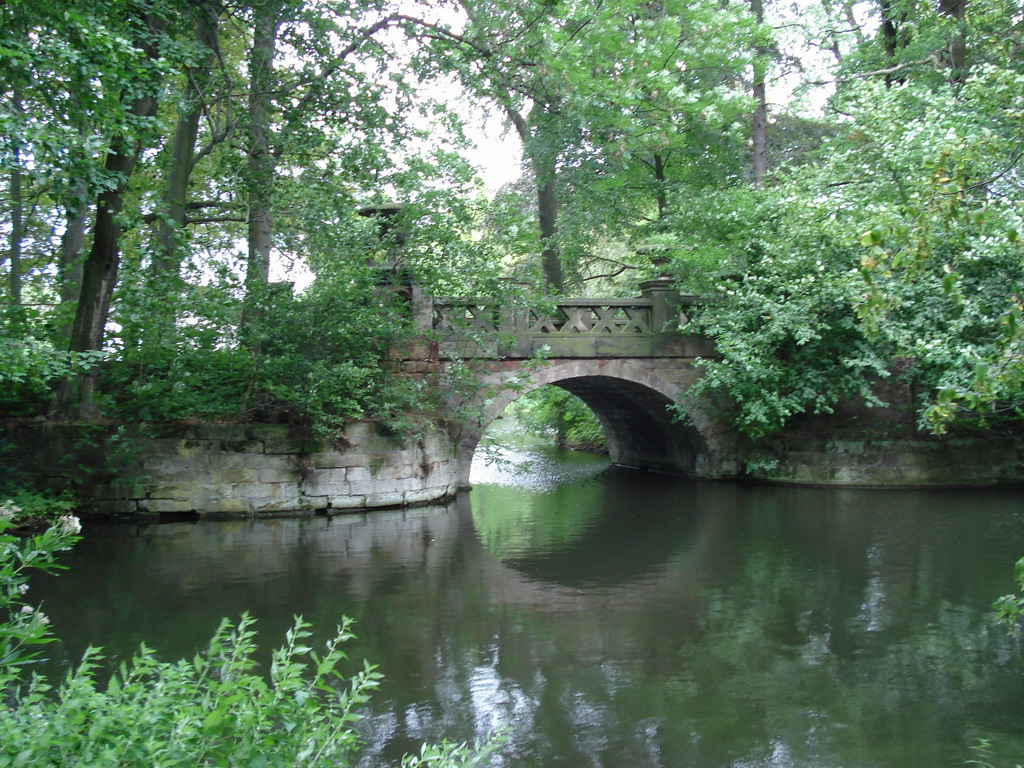
Große Teichbrücke

Adolf von der Decken (auch: Adolf Graf von Decken-Ringelheim; vollständiger Name Adolf Wilhelm Friedrich Graf von der Decken; * 16. Mai 1807 in London; † 7. August 1886 in Reichenhall) war ein deutscher Majoratsherr, Legationsrat, Kammerrat und Mitglied des Staatsrates aus dem Adelsgeschlecht Decken. Außerdem war er geheimer Gesandter des hannoverschen Königs Georg V.

## Leben
Seine Eltern waren Johann Friedrich Graf von der Decken (1769–1840) und Antoinette von Gruben (1781–1855). Adolphus heiratete 1835 Louise von Wallmoden (1813–1890), eine Tochter des Hauptmanns Thedel Carl Heinrich Christoph von Wallmoden und dessen Ehefrau Johanna Sophie Amalie Gottliebe von Pavel-Nammmingen. Das Paar hatten einen Sohn und zwei Töchter:
- Georg Friedrich Armand (* 5. Oktober 1836; † 19. August 1898), Mitglied des Deutschen Reichstags ⚭ Marie Angelica Friederike Gräfin zu Dohna (* 31. Oktober 1838; † 11. Juli 1899)
- Elise Burchardine Ottonie (* 6. Dezember 1837; † 9. November 1885) ⚭ 1863 Freiherr August Adolph Wilhelm Walrab von Wangenheim (* 2. August 1831; † 29. November 1909), Sohn von Adolf von Wangenheim
- Julie Christine Jenny Leonie (* 16. März 1839)

1847 oder 1848 beginnt Adolphus mit der Anlage eines großen englischen Landschaftsparks für Schloss Ringelheim. Die Pläne hatte Adolphus auf Reisen in England entwickelt. Die Parkarbeiten waren für die Ringelheimer Bürger insbesondere eine Beschäftigung in den Notzeiten. Der Obelisk auf der Insel im Park wurde deshalb später Hungersäule genannt.

## Hannovers Streben für die Großdeutsche Lösung
1862 wird in Hannover ein Großdeutscher Verein von Graf Adolphus, Oskar Meding und anderen gegründet.

### Geheime diplomatische Reise für das Königreich Hannover
1863 wird Graf Adolphus von König Georg V. von Hannover auf eine äußerst geheime diplomatische Mission zur Stärkung der Mittelstaaten Deutschlands geschickt. Von der Mission war der Außenminister Graf Platen nicht informiert, weil er für die Großdeutsche Lösung mit Österreich wenig Initiative entfaltete.
Als erster Schritt zur Großdeutschen Lösung, der deutschen Einigung mit Österreich, werden gemeinsame große militärische Übungslager der Armeen der vier Königreiche und weiterer deutscher Staaten vorgeschlagen (Sachsen, Bayern, Württemberg, Hannover und die Herzogtümer).
In Dresden beim König von Sachsen hat die Mission von Graf Adolphus großen Erfolg. Die nächste Station ist Wien. Als Adolphus in Wien ist, wird er von Georg V. telegraphisch zum Wirklichen Geheimen Rath ernannt, damit er als Gesandter mehr Gewicht erhält. Graf Adolphus wird von Kaiser Franz Joseph sehr liebenswürdig empfangen, aber die angestrebte Stärkung der Mittelstaaten findet wenig Gefallen.
In München ist der König von Bayern wenig interessiert. Beim König von Württemberg in Stuttgart, kann Graf Adolphus nur wenig Unterstützung erreichen. In Darmstadt beim Großherzog von Kurhessen kann Graf Adolphus den Abschluss einer gemeinsamen Erklärung erreichen.
Bei der Mission wurden viele Hoffnungen enttäuscht, es wurden jedoch auch Grundlagen für weitere Pläne gewonnen.
Graf Adolphus wird 1867 in der Festung Minden interniert.

## Werke
- Die Oden des Horatius Flaccus in den Versmaßen der Urschrift mit beigefügtem lateinischem Text. Band 1, 311 S., Braunschweig 1838 Band 2, 202 S., Braunschweig 1838;  Buchbesprechung: Göttingische gelehrte Anzeigen, Band 1, 1838, S. 481/83